# IC 5147
IC 5147 — галактика типу SBc () у сузір'ї Індіанець.
Цей об'єкт міститься в оригінальній редакції індексного каталогу.